# Sudder Street
Sudder Street est une courte rue du quartier de Chowringhee, à Calcutta (Inde). Longue de quelque 400 mètres elle part de ‘Free School Street’ (aujourd’hui ‘Mirza Ghalib Street’) pour aboutir à Chowringhee Rd (aujourd’hui ‘Jawaharlal Nehru Rd’). Longeant en partie le musée national indien elle est surtout connue pour ses nombreux hôtels et restaurants pour visiteurs et touristes étrangers au budget modéré.

## Étymologie
La rue prit son nom de la ‘Sudder court’ qui, durant la première moitié du XIXe siècle s’y trouvait au N°16. Le mot ‘sudder’ venant du mot ourdou ‘sadr’ dénote l’importance de l’institution concernée et pourrait être traduit par ‘en chef’ ou ‘suprême’.

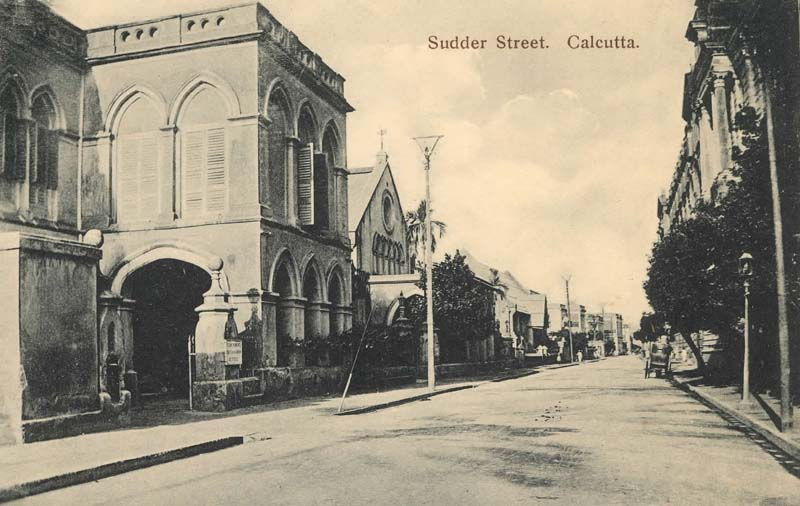
Sudder street au début du XXe siècle (la 'Wesleyan Church' à gauche)

## Particularités
Las activités de la rue et du quartier tournent autour du tourisme et des voyages. Il s’y trouve un certain nombre de restaurants et hôtels à bon marché et divers bureaux et officines de tourisme avec agents de change et de voyage. N’y manquent pas non plus les pourvoyeurs de drogue et autres commerces illicites.
- Le ‘Fairlawn Hôtel’ (N°13A), une pension de famille pour les nostalgiques du Raj Britannique, est un bâtiment classé.
- Au N°10 (coin de l’Hartford lane’) habita Jyotirindranath Tagore, frère ainé du poète Rabindranath Tagore, avec sa femme Kadambari. En séjour chez son frère, en 1882, le poète fut saisi d’une illumination quasi mystique, au lever du soleil, et composa son célèbre poème ‘Nirjharer Swapnabhanga" (Réveil de la fontaine’)[1]
- La Wesleyan Church’ (N°15), datant de 1886, est une des rares églises ayant encore une belle charpente en bois fort élaborée. Buffet d’orgue et lutrin sont également en bois raffiné. Elle est aujourd’hui affiliée à la ‘Church of North-India’ [CNI].